# Marsjön (Toresunds socken, Södermanland)
Marsjön är en sjö i Strängnäs kommun i Södermanland och ingår i Norrströms huvudavrinningsområde. Sjön har en area på 0,611 kvadratkilometer och ligger 11,2 meter över havet. Sjön avvattnas av vattendraget Histaån.

## Delavrinningsområde
Marsjön ingår i det delavrinningsområde (657714-157820) som SMHI kallar för Mynnar i Mälaren. Medelhöjden är 29 meter över havet och ytan är 24,1 kvadratkilometer. Det finns ett avrinningsområde uppströms, och räknas det in blir den ackumulerade arean 29 kvadratkilometer. Histaån som avvattnar avrinningsområdet har biflödesordning 3, vilket innebär att vattnet flödar genom totalt 3 vattendrag innan det når havet efter 63 kilometer. Avrinningsområdet består mestadels av skog (54 procent), öppen mark (10 procent) och jordbruk (26 procent). Avrinningsområdet har 0,73 kvadratkilometer vattenytor vilket ger det en sjöprocent på 3 procent.